# Llista d'espècies de lèmurs

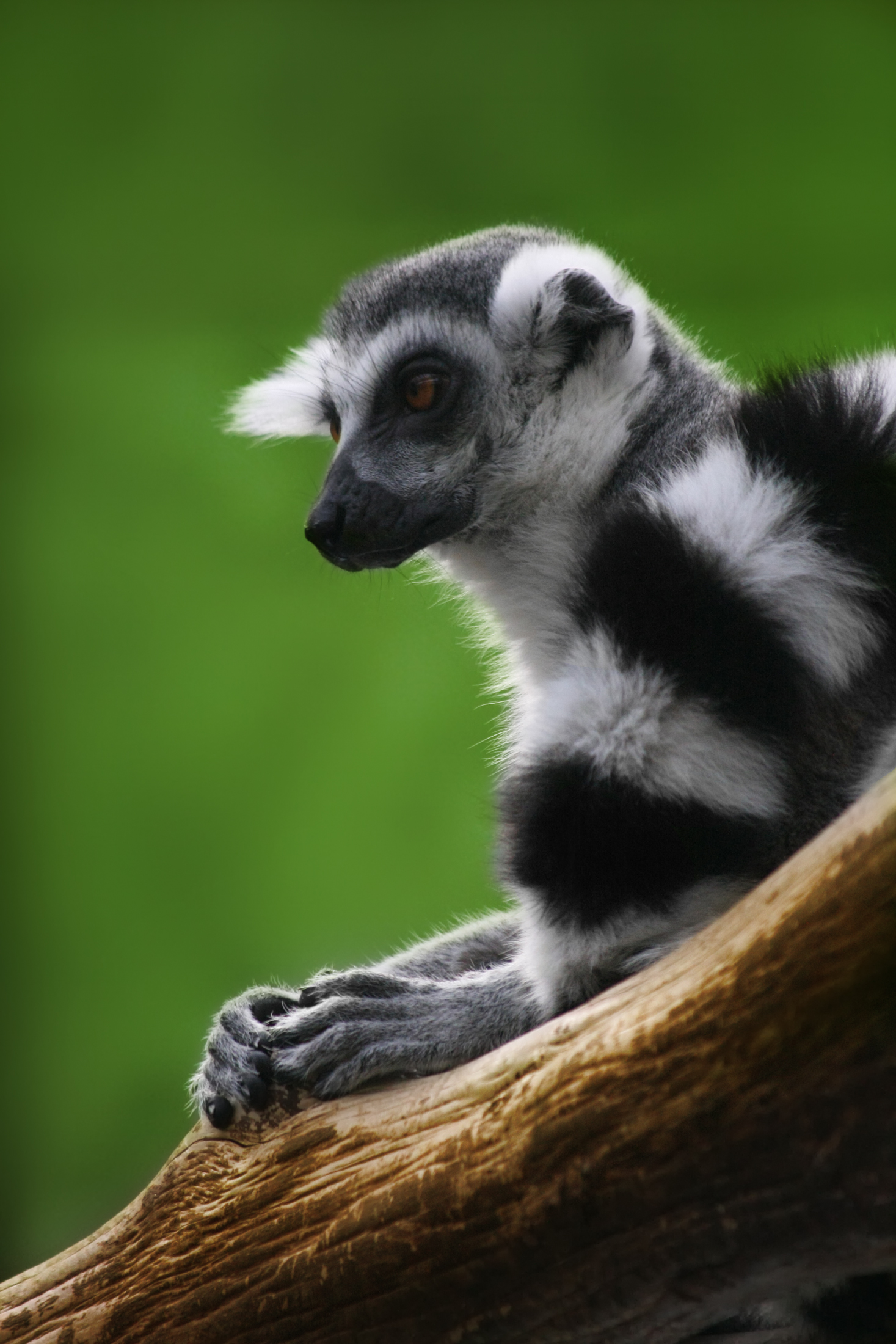
El lèmur de cua anellada (Lemur catta) és una de les 105 espècies i subespècies reconegudes de lèmurs, que només es troben a Madagascar.

Els lèmurs són primats estrepsirrins endèmics de Madagascar. El grup inclou el primat més petit del món, el lèmur ratolí de Berthe, amb un pes de 30 g, així com espècies de la mida de l'indri, que pot arribar a pesar 9,5 kg. Algunes espècies d'extinció recent eren encara més grosses. A 2010 se'n reconeixien 5 famílies, 15 gèneres i 101 espècies i subespècies. A 2014, el nombre d'espècies i subespècies reconegudes pujava a 113, de les quals la Unió Internacional per a la Conservació de la Natura (UICN) en classificava 24 com a en perill crític, 49 com a amenaçades, 20 com a vulnerables, 3 com a gairebé amenaçades, 3 com a en risc mínim i 4 com a espècies amb dades insuficients, mentre que 2 d'elles encara no havien estat avaluades.

## Classificació taxonòmica
Els lèmurs es classifiquen en vuit famílies, de les quals tres estan extintes:

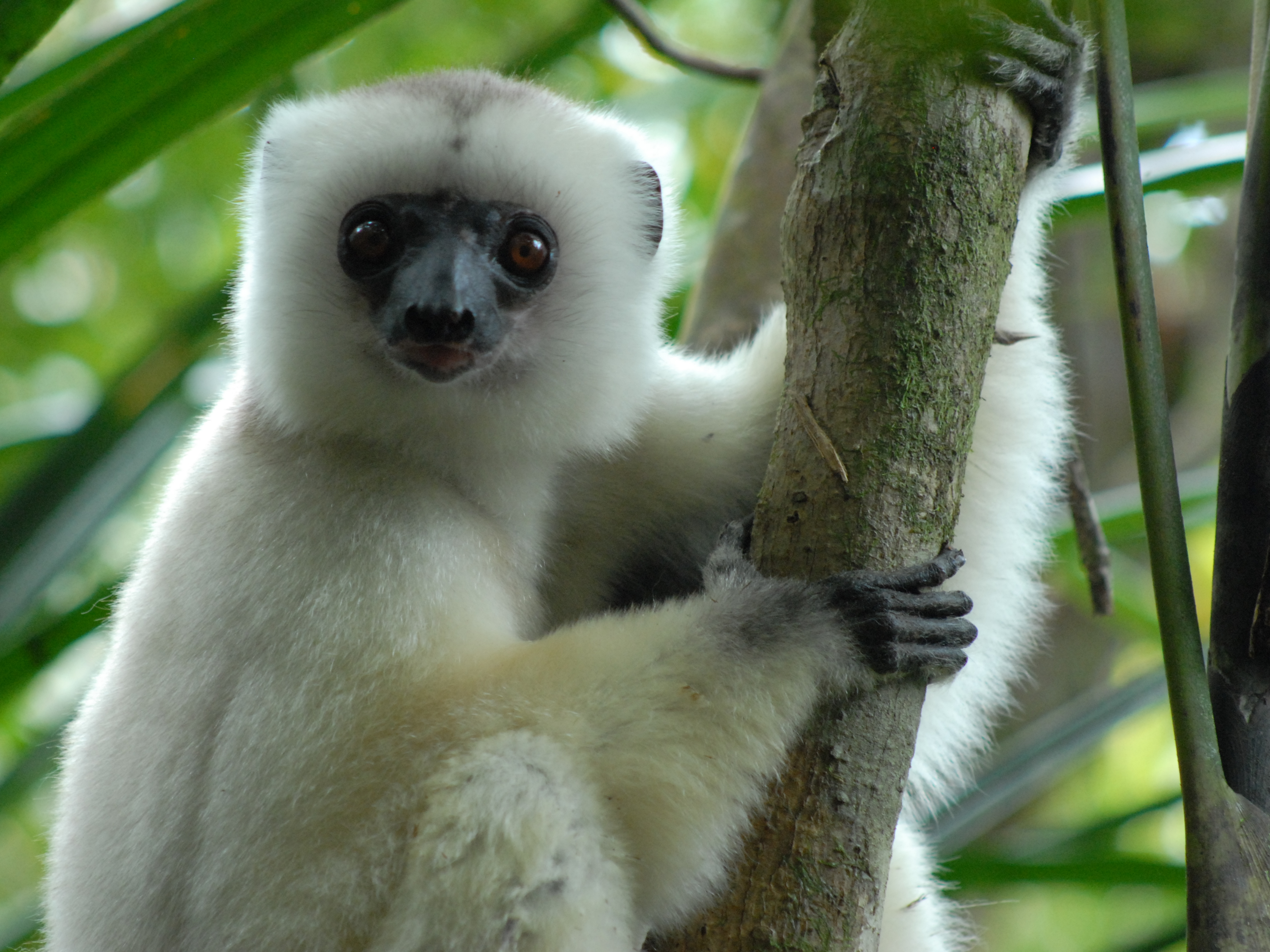
El sifaca sedós és un dels primats més amenaçats del món.

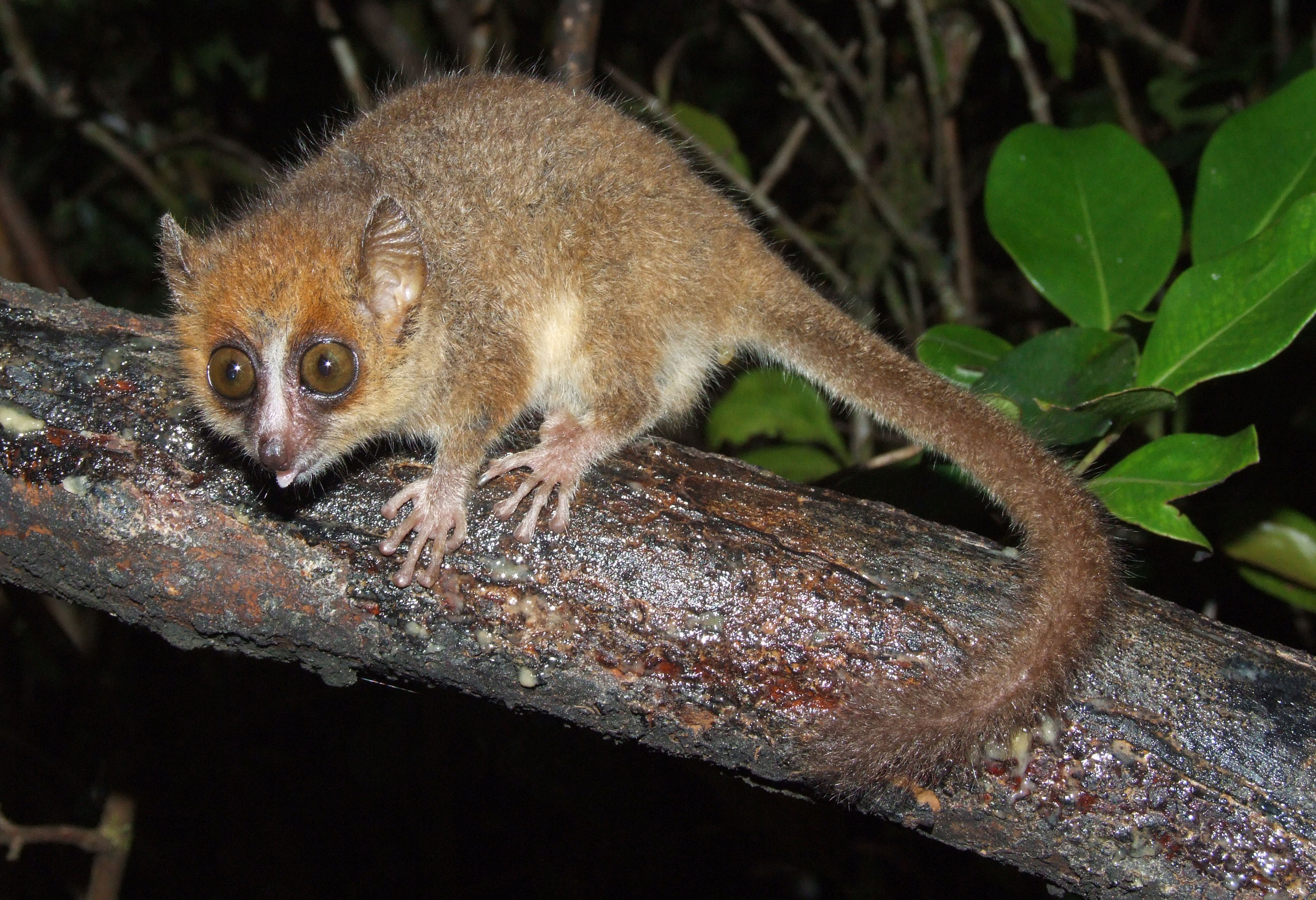
Els lèmurs ratolí són els primats més petits del món.

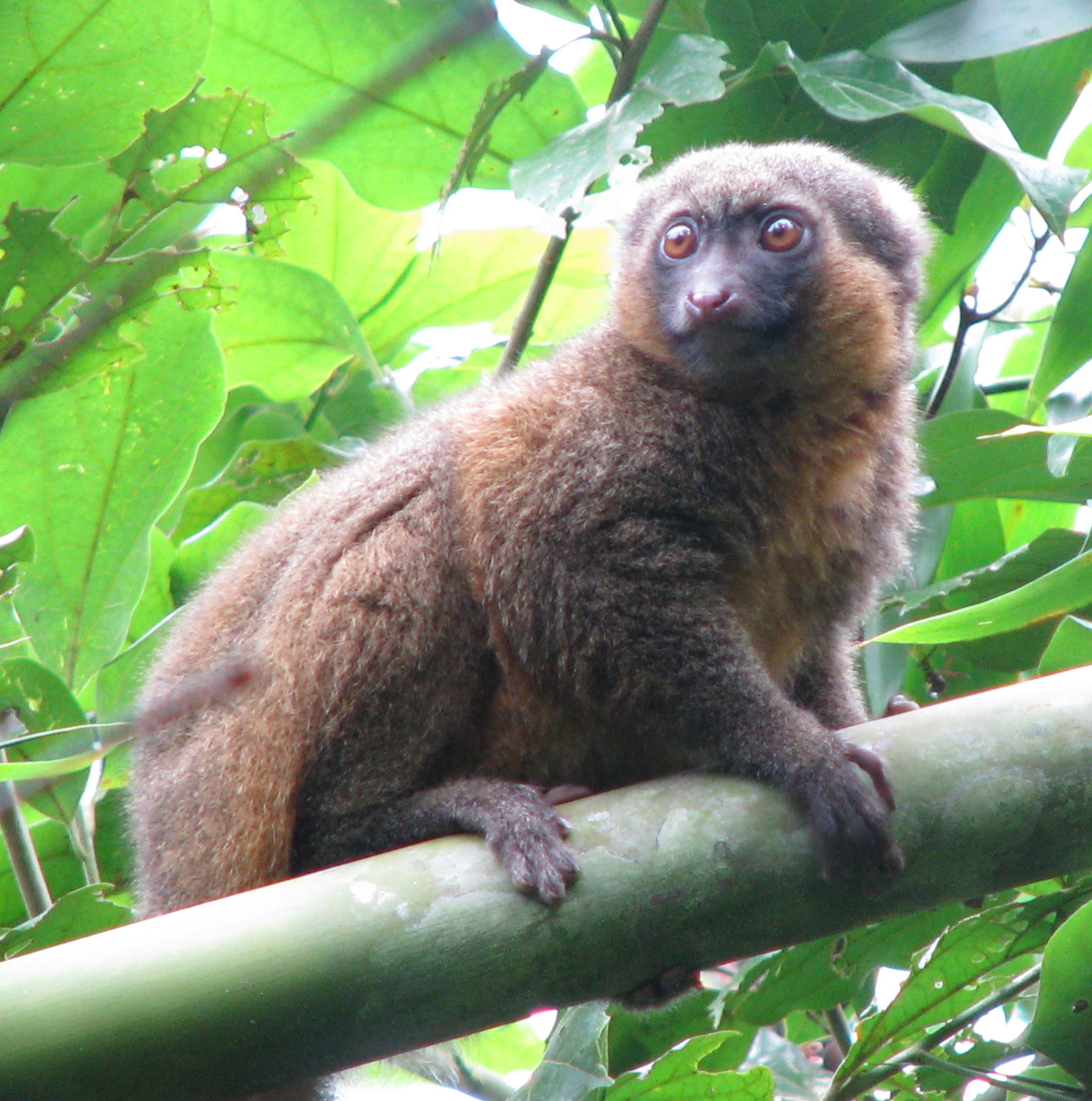
A 2014 es coneixien cinc espècies i tres subespècies de lèmurs del bambú.

- Família Archaeolemuridae †: lèmurs mico
  - Gènere Archaeolemur † (2 espècies extintes)
  - Gènere Hadropithecus † (1 espècies extintes)
- Família Cheirogaleidae
  - Gènere Allocebus: lèmur nan d'orelles peludes (1 espècie vivent)
  - Gènere Cheirogaleus: lèmurs nan (6 espècies vivents)
  - Gènere Microcebus: lèmurs ratolí (21 espècies vivents)
  - Gènere Mirza: lèmurs nans (2 espècies vivents)
  - Gènere Phaner: lèmurs forcats (4 espècies vivents)
- Família Daubentoniidae: ai-ai
  - Gènere Daubentonia (1 espècie vivent i 1 espècie extinta)
- Família Indriidae
  - Gènere Avahi: indris llanosos (9 espècies vivents)
  - Gènere Indri: indri (1 espècie vivent)
  - Gènere Propithecus: sifaques (9 espècies vivents)
- Família Lemuridae
  - Gènere Eulemur: lèmurs veritables (12 espècies vivents)
  - Gènere Hapalemur: lèmurs del bambú (5 espècies vivents i 3 subespècies vivents)
  - Gènere Lemur: lèmur de cua anellada (1 espècie vivent)
  - Gènere Pachylemur † (2 espècies extintes)
  - Gènere Prolemur: lèmur de nas ample (1 espècie vivent)
  - Gènere Varecia: lèmurs de collar (2 espècies vivents i 3 subespècies vivents)
- Família Lepilemuridae: lèmurs mostela
  - Gènere Lepilemur (26 espècies vivents)
- Família Megaladapidae †: lèmurs gegants
  - Gènere Megaladapis † (3 espècies extintes)
- Família Palaeopropithecidae †: lèmurs peresós
  - Gènere Archaeoindris † (1 espècie extinta)
  - Gènere Babakotia † (1 espècie extinta)
  - Gènere Mesopropithecus † (3 espècies extintes)
  - Gènere Palaeopropithecus † (3 espècies extintes)

Encara que la ubicació dels lèmurs dins de l'ordre dels estrepsirrins és objecte de debat, hi ha consens sobre l'arbre filogenètic.
- Ordre Primates
  - Subordre Strepsirrhini: lèmurs, gàlags i lorísids
    - Infraordre Lemuriformes
      - Superfamília Lemuroidea
        - Família Archaeolemuridae †
        - Família Cheirogaleidae
        - Família Daubentoniidae
        - Família Indriidae
        - Família Lemuridae
        - Família Lepilemuridae
        - Família Megaladapidae †
        - Família Palaeopropithecidae †

      - Superfamília Lorisoidea

  - Subordre Haplorrhini: tarsers, micos i simis